# 普雷烏泰什蒂鄉
47°27′N 26°25′E / 47.450°N 26.417°E
普雷烏泰什蒂鄉（羅馬尼亞語：Comuna Preutești, Suceava），是羅馬尼亞的鄉份，位於該國東北部，由蘇恰瓦縣負責管轄，面積86平方公里，海拔高度269米，2002年人口6,719，人口密度每平方公里78人。